# Хормусская культура
Хормусская культура — палеолитическая археологическая культура, существовавшая на территории Нубии около 55 000—45 000 лет назад (согласно Грималю — 45 000—20 000 лет назад), после чего ей на смену пришли культуры региона. По мнению М. Б. Рейнс, хормусская культура является предшественником халфской культуры.
Носители этой культуры занимались охотой, собирательством и рыболовством, о чём свидетельствует большое количество останков рыб, крупного дикого рогатого скота, газелей, грызунов и птиц. Сохранились развитые орудия из камня, кости и гематита: скребки, шила, наконечники стрел из железняка, песчаника, кварца, риолита, халцедона, агата и окаменевшей древесины.